# Les Rotours
Les Rotours är en kommun i departementet Orne i regionen Normandie i nordvästra Frankrike. Kommunen ligger i kantonen Putanges-Pont-Écrepin som tillhör arrondissementet Argentan. År 2018 hade Les Rotours 116 invånare.

## Befolkningsutveckling
Antalet invånare i kommunen Les Rotours
| Referens: INSEE |